# 라임하우스 블루스
라임하우스 블루스(Limehouse Blues)는 미국에서 제작된 알렉산더 홀 감독의 1934년 범죄, 드라마 영화이다. 조지 래프트 등이 주연으로 출연하였고 아서 혼블로우 주니어 등이 제작에 참여하였다.

## 출연

### 주연
- 조지 래프트
- 진 파커

### 조연
- 안나 메이 웡
- 켄트 테일러
- 몬타구 러브
- 빌리 베밴
- 존 로저스
- E. 알린 워렌
- 윈덤 스탠딩
- 루이스 빈스놋

## 제작진
- 미술: 한스 드레이어
- 미술: 로버트 어셔